# Ivan Ferdinand Josip Herberstein
Ivan Ferdinand Josip Herberstein  (nje. Johann Ferdinand Joseph II. Herberstein) (?, 29. srpnja 1663. − Štajerski Gradac, ožujka 1721.), austrijski grof i feldmaršal

## Životopis
Rodio se je 1663. godine. 

### Bečki rat
Sudionik Bečkog rata, gdje se borio u postrojbama nadvojvode Karla V. Lotarinškoga i princa Eugena Savojskoga. U tom se je ratu istakao u dvjema bitkama, kod Peći 1686. i utvrde Bužima 1687. godine. U potonjoj je bitci prisilio na predaju osmansku posadu utvrde. U Bečkom ratu bio je dio prethodnica koje su 1697. ušle u Bosnu.

### Poslije rata
U mirnodopskim godinama postao je visoki državni dužnosnik. Nakon što je 1699. potpisan mir u Srijemskim Karlovcima, bio je potpredsjednik Dvorskoga ratnog vijeća. U tom je svojstvu sudjelovao u radu komisije za razgraničenje. Na čelu te komisije bio je grof Luigi Ferdinando Marsigli.
Spjev Pavla Rittera Vitezovića iz 1703. Dva stoljeća uplakane Hrvatske (Plorantis Croatiae saecula duo) posvećene su ovom austrijskom feldmaršalu.